# Плазма крови

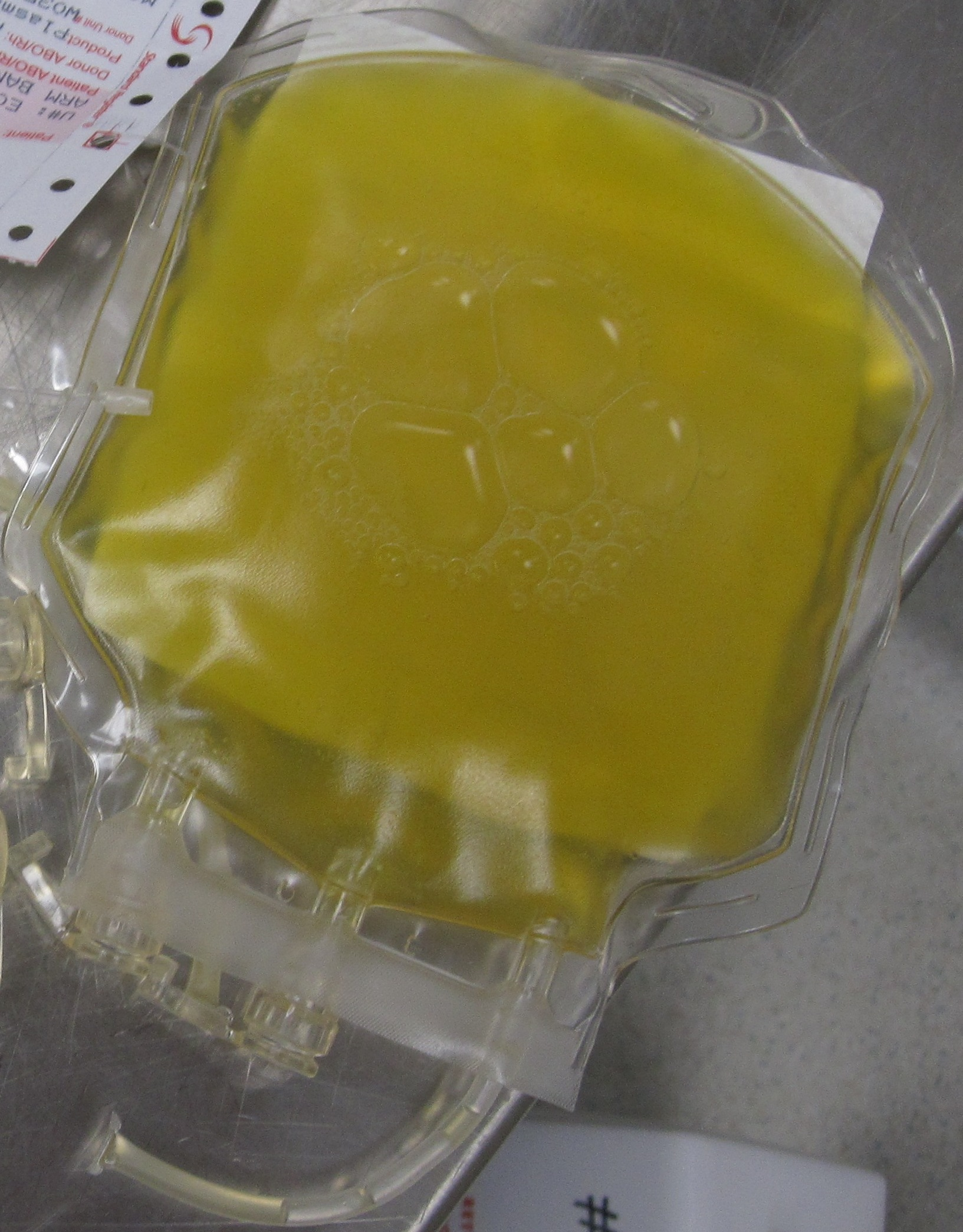
Плазма крови в полимерной ёмкости для внутривенного вливания

Пла́зма кро́ви (от греч. πλάσμα «нечто сформированное, образованное») — жидкая часть крови, лишенная форменных элементов (клетки) крови. Процентное содержание плазмы в крови составляет 52—61 %. Макроскопически представляет собой однородную, несколько мутную (иногда почти прозрачную) желтоватую жидкость, собирающуюся в верхней части сосуда с кровью после осаждения форменных элементов. Гистологически плазма является межклеточным веществом жидкой ткани крови.
Центрифуги-сепараторы выделяют из крови плазму.
Плазма крови состоит из воды, в которой растворены вещества — белки (7—8 % от массы плазмы) и другие органические и минеральные соединения. Основными белками плазмы являются альбумины — 55—65 %, α1-глобулины — 2—4 %, α2-глобулины 6—12 %, β-глобулины 8—12 %, γ-глобулины — 2—4 % и фибриноген — 0,2—0,4 %. В плазме крови растворены также питательные вещества (в частности, глюкоза и липиды), гормоны, витамины, ферменты и промежуточные и конечные продукты обмена веществ, а также неорганические вещества.
В среднем 1 литр плазмы человека содержит 900—950 г воды, 65—85 г белка и 20 г низкомолекулярных соединений. Плотность плазмы составляет от 1,025 до 1,029 г/мл, pH — 7,36—7,42.
Существует обширная практика собирания донорской плазмы крови. Плазма отделяется от эритроцитов центрифугированием с помощью специального аппарата, после чего эритроциты возвращаются донору. Этот процесс называется плазмаферезом.
Плазма с высокой концентрацией тромбоцитов (богатая тромбоцитами плазма) находит всё большее применение в медицине в качестве стимулятора заживления и регенерации тканей организма. На её основе была разработана многофункциональная медицинская методика — «PRP-терапия», используемая в стоматологии, косметологии, ортопедии и других направлениях.